# Acid deoxicolic
Acidul deoxicolic este un acid biliar. Acidul deoxicolic este unul dintre acizii biliari secundari, care sunt produse secundare metabolice ale bacteriilor intestinale. Cei doi acizi biliari primari secretați de ficat sunt acidul colic și acidul chenodeoxicolic. Bacteriile metabolizează acidul chenodeoxicolic în acidul biliar secundar acid litocolic și metabolizează acidul colic în acid deoxicolic. Există acizi biliari secundari suplimentari, cum ar fi acidul ursodeoxicolic. Acidul deoxicolic este solubil în alcool și acid acetic. Când este pură, se prezintă sub formă de pulbere cristalină albă până la aproape albă.
Acidul deoxicolic este disponibil ca medicament generic în Statele Unite din aprilie 2021, vândut printre altele sub numele de marcă Kybella.